# مارک دال هندی
مارک دال هندی (انگلیسی: Marc Dal Hende؛ زادهٔ ۶ نوامبر ۱۹۹۰) بازیکن فوتبال اهل دانمارک است که در باشگاه فوتبال میتیولن بازی می‌کند.